# Донченко, Александр Анатольевич
Александр Анатольевич Донченко (нем. Alexander Donchenko; род. 22 марта 1998, Москва) — немецкий шахматист российского происхождения, гроссмейстер (2015).

## Биография
Родился в Москве в семье международного мастера по шахматам Анатолия Донченко. В раннем возрасте семья переехала в Германию. В шахматы начал играть в возрасте четырех лет, а в восемь лет участвовал в своем первом шахматном турнире. В 2010 году Донченко выиграл чемпионат Германии по шахматам среди юношей в возрастной группе до 12 лет. Представлял Германию на чемпионатах Европы и мира по шахматам среди юношей в разных возрастных группах.
В составе сборной Германии участник следующих соревнований:
- 13-я Всемирная юношеская олимпиада среди шахматистов до 16 лет (2014) в г. Дьёре.
- 2 Кубка Митропы[нем.] (2013 и 2016). Оба раза команда Германии завоёвывала серебряные медали.

Победитель многих международных шахматных турниров, в том числе Балатонского шахматного фестиваля в Балатонбогларе (2014), турнира «А» шахматного фестиваля Гронингене (2014), турнира гроссмейстеров в Орхусе (2015), открытого турнира «Purtichju Open» (Франция, 2018), турнир гроссмейстеров в Ческе-Будеёвице (2020), открытого турнира «Tegernsee Masters» (Германия, 2020).
Бронзовый призёр чемпионата Германии 2017 года. Бронзовый призёр командного чемпионата Германии 2020 года в составе «СФ Дайцизау».
В августе 2021 года Донченко победил в открытом турнире «А» Рижского технического университета.
За успехи в турнирах Международная шахматная федерация (ФИДЕ) в 2012 году удостоила Донченко звания международного мастера (IM), а три года спустя — звания международного гроссмейстера (GM).

## Изменения рейтинга
| Графики недоступны из-за технических проблем. См. информацию на Фабрикаторе и на mediawiki.org. |